# Ibrahim Böhme

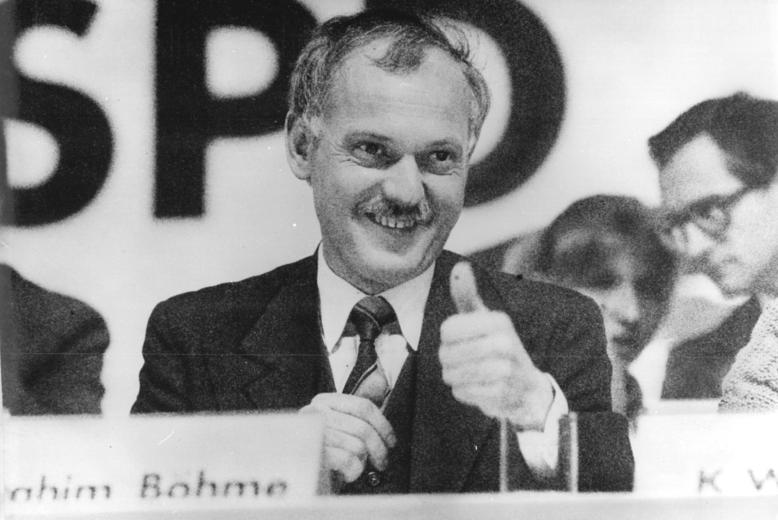
Ibrahim Böhme beim Parteitag der DDR-SPD in Leipzig, Februar 1990

Ibrahim Böhme (eigentlich Manfred Otto Böhme; * 18. November 1944 in Bad Dürrenberg; † 22. November 1999 in Neustrelitz) war ein deutscher Politiker (SDP bzw. SPD). Er wurde im Februar 1990 zum Vorsitzenden der SPD in der DDR gewählt und trat zum 1. April 1990 zurück, nachdem er als inoffizieller Mitarbeiter der DDR-Staatssicherheit enttarnt worden war.

## Leben und Wirken
Böhme hat zu Lebzeiten zahlreiche unzutreffende und halbwahre Angaben zu seiner Biografie gemacht, die zum Teil ungeprüft von den Medien übernommen wurden. Das meiste davon wurde widerlegt. Beispielsweise war seine angebliche jüdische Herkunft eine von ihm verbreitete Legende. Den Vornamen Ibrahim gab er sich im Laufe seiner IM-Tätigkeit selbst. Böhme starb nach langer Krankheit am 22. November 1999 in Neustrelitz im Alter von 55 Jahren.

### Ausbildung und Tätigkeiten
Böhme war ein Sohn des Kommunisten und Industriemaurers in den Leunawerken Kurt Böhme. Nachdem seine Mutter Anna Maria 1947 gestorben war, wurde er einige Jahre bei Pflegeeltern und in Heimen untergebracht. Er absolvierte eine Berufsausbildung als Maurer in den Leunawerken, war direkt danach von 1963 bis 1965 Erzieher im Lehrlingswohnheim von Leuna. Diese Tätigkeit endete, als er im Ergebnis eines Parteiverfahrens wegen kritischer Äußerungen zum Umgang von Robert Havemann eine strenge Rüge erhielt. Dagegen protestierten wiederum die von ihm betreuten Lehrlinge, unter denen sich die Stieftochter des Ministers für Staatssicherheit Erich Mielke befand. Zunächst bibliothekarische Hilfskraft, absolvierte er von 1967 bis 1972 ein Fernstudium an der Leipziger Fachschule für Bibliothekare.
Von 1966 bis 1969 war Böhme Hausleiter eines Jugendklubs der FDJ in Greiz. Nach einer erneuten Parteistrafe wegen „seiner Haltung“ zur Niederschlagung des Prager Frühlings wurde er zur Bewährung in die Produktion versetzt und arbeitete ab 1968 zuerst als Postangestellter und kurze Zeit später als Leiter für Kader und Bildung beim Hauptpostamt Greiz. Seit dieser Zeit wurde er als IM unter mehreren Decknamen beim MfS in Greiz geführt.
1971 wurde er zum Kreissekretär des Kulturbundes im Kreis Greiz ernannt, was er bis 1977 blieb. Er war für die Stasi als Spitzel im „Greizer Kreis“ um die Schriftsteller Reiner Kunze und Jürgen Fuchs tätig. Außerdem bespitzelte er den Schriftsteller Günter Ullmann.
Ab 1972 war Böhme Bibliothekar in Gera. Im März 1978 verteilte er oppositionelle Flugblätter im Hauptbahnhof Magdeburg, wurde vom MfS festgenommen und war vier Monate in Haft. Er wurde aus der SED ausgeschlossen und als Bibliothekar entlassen. Von 1978 bis 1982 arbeitete er als Dramaturg am Theater Neustrelitz, nach seiner Kündigung war er dort Bibliotheksangestellter und parallel als Stasi-IM in der Kulturszene tätig. Nach seinem Umzug nach Berlin 1985 arbeitete er zunächst als Kulturhausleiter, danach in Teilzeitjobs.

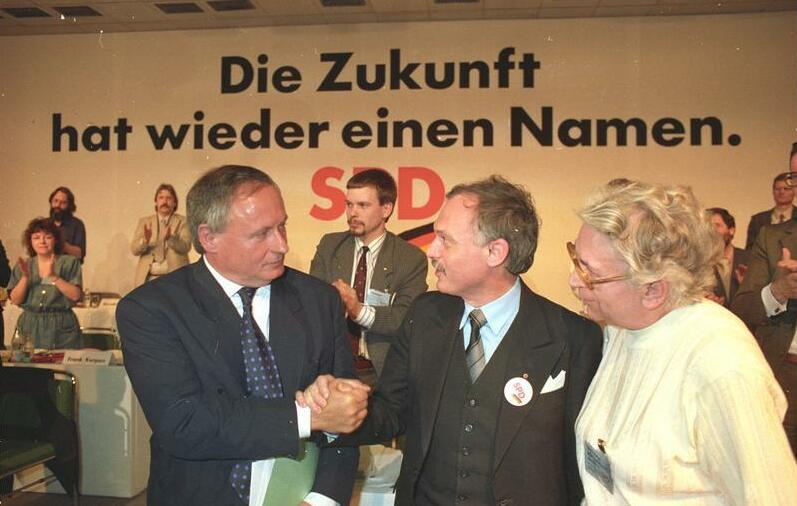
Oskar Lafontaine (links) und Ibrahim Böhme (Mitte), Februar 1990

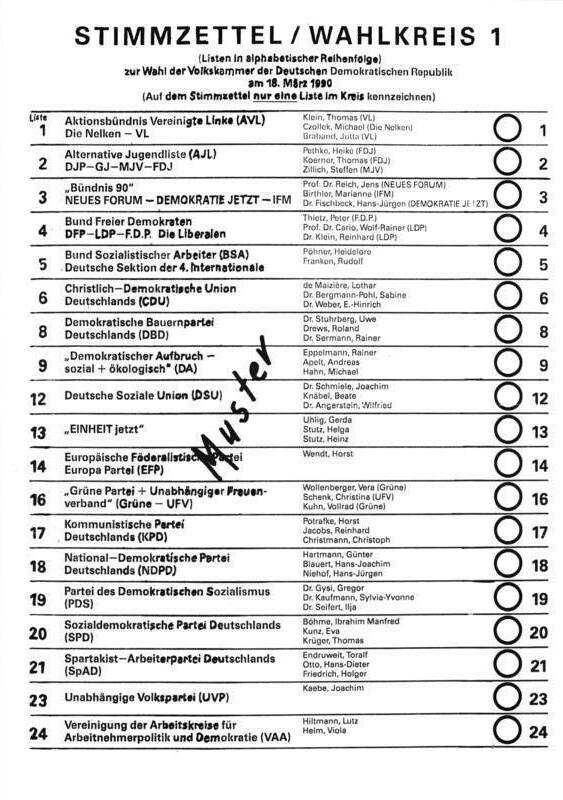
Stimmzettel zur Volkskammer 1990 in Berlin, Liste 20

### Partei
Böhme war von 1962 bis 1978 Mitglied der SED.
Am 7. Oktober 1989 gehörte Böhme in Schwante zu den Mitbegründern der Sozialdemokratischen Partei in der DDR (SDP), zu deren Geschäftsführer er sogleich gewählt wurde. Am 23. Februar 1990 wurde er dann zum Vorsitzenden der mittlerweile in SPD umbenannten Partei gewählt. Böhme sah sich im Falle eines Wahlsieges der SPD bereits als künftiger Ministerpräsident der DDR, führte am 2. März 1990 ein politisches Sondierungsgespräch mit dem sowjetischen Außenminister Eduard Schewardnadse.

### Aufdeckung der Stasi-Tätigkeit
Im März 1990 tauchten Akten des Ministeriums für Staatssicherheit auf, die auf eine Zuordnung Böhmes zum Inoffiziellen Mitarbeiter „Maximilian“ hinwiesen. Tatsächlich wurde Böhme seit 1969 vom Ministerium für Staatssicherheit der DDR als Inoffizieller Mitarbeiter (IM) beziehungsweise „Inoffizieller Mitarbeiter der Abwehr mit Feindverbindung bzw. zur unmittelbaren Bearbeitung im Verdacht der Feindtätigkeit stehender Personen“ (IMB) unter mehreren Decknamen geführt. Unter dem Decknamen IM „Maximilian“ hatte er ab 1985 gezielt oppositionelle Kreise in Ost-Berlin infiltriert. Böhme war 1990 als Fraktionsvorsitzender der SPD in der Volkskammer vorgesehen. Nach der Aufdeckung der inoffiziellen Stasi-Tätigkeit durch das Nachrichtenmagazin Der Spiegel am 24. März 1990 ließ Böhme alle Ämter und sein Volkskammermandat ruhen und trat am 1. April 1990 zurück. Schon wenige Wochen später erlebte er nach Unschuldsbeteuerungen ein politisches Comeback und wurde im Juli 1990 von Oberbürgermeister Tino Schwierzina zum Polizeibeauftragten des Magistrats von (Ost-)Berlin ernannt. Auf dem Vereinigungsparteitag der Ost- und West-SPD am 26. und 27. September 1990 in Berlin wurde Böhme in den neuen Vorstand gewählt.
Der Autor Reiner Kunze, der in Greiz jahrelang von der Staatssicherheit observiert worden war, bezeichnete Böhme aufgrund seiner eigenen Stasi-Akte als denjenigen, der als IM „Paul Bonkarz“ seine Familie und ihn ausgeforscht und verraten habe. Nach Veröffentlichung der Dokumentation Deckname Lyrik im Dezember 1990, in der Kunze aus den Spitzel-Berichten Böhmes zitierte, war dessen politische Karriere beendet. 1992 wurde Böhme wegen „schweren parteischädigenden Verhaltens“ aus der SPD ausgeschlossen.

### Nach dem Rückzug aus der Politik
Nach seinem Rückzug aus der Politik lebte Böhme die letzten Jahre seines Lebens zurückgezogen im Berliner Bezirk Prenzlauer Berg. Er erlitt mehrere Schlaganfälle. Die Spitzeltätigkeit für die Staatssicherheit leugnete er bis zu seinem Tod. Er war Vater einer Tochter, Tatjana Böhme-Mehner, die in Musikwissenschaften promoviert und über ihren Vater 2019 ein Buch veröffentlicht hat.
Sein Nachlass befindet sich im Archiv der Robert-Havemann-Gesellschaft.

## Film
- Der Mann im schwarzen Mantel. Dokudrama, D 1994, Regie: Horst Königstein, Drehbuch: Torsten Schulz (zusammen mit Birgit Lahann und Horst Königstein).[20][21]